# Eilema nigrociliata
Eilema nigrociliata là một loài bướm đêm thuộc phân họ Arctiinae, họ Erebidae.